# Земля в научной фантастике
Действие многих научно-фантастических (НФ) произведений разворачивается на Земле либо показывает её как единственную планету, где обитают люди.

## Названия Земли и землян
В ряде НФ-произведений Земля фигурирует не под своим названием, а выводится как, например, Терра или Теллус — это латинские слова, обозначающие Землю. Жителей Земли авторы называют не только земляне, но и соляриане, теллуриане, терраны (в англоязычной НФ-литературе для этих обозначений используется весьма значительный ряд слов: Earthlings, Earthers, Earthborn, Earthfolk, Earthians, Earthies (как правило используется в значении пейоратива), Earthmen (Earthwomen), Earthpersons, Earthsiders, Solarians, Tellurians, Terrestrials, Terrestrians, Terrans).
Изменение планет, чтобы они стали похожи на Землю, называется терраформирование. Это понятие не является исключительно фантастическим, например, в 1961 году известный астроном Карл Саган предложил научную идею терраформирования Венеры. Однако сам термин терраформирование был введен писателем Джеком Уильямсоном в НФ-рассказе «Орбита столкновения», опубликованном в 1942 году в журнале Astounding Science Fiction, хотя сама концепция терраформирования в популярной культуре появилась ещё раньше. Например, идея превратить Луну в пригодное для жизни место, с атмосферой и водой, присутствует в повести французского писателя-врача Октава Беляра La Journée d'un Parisien au XXIe siècle (1910).
См. также Список альтернативных названий человека разумного

## Темы

### Земля

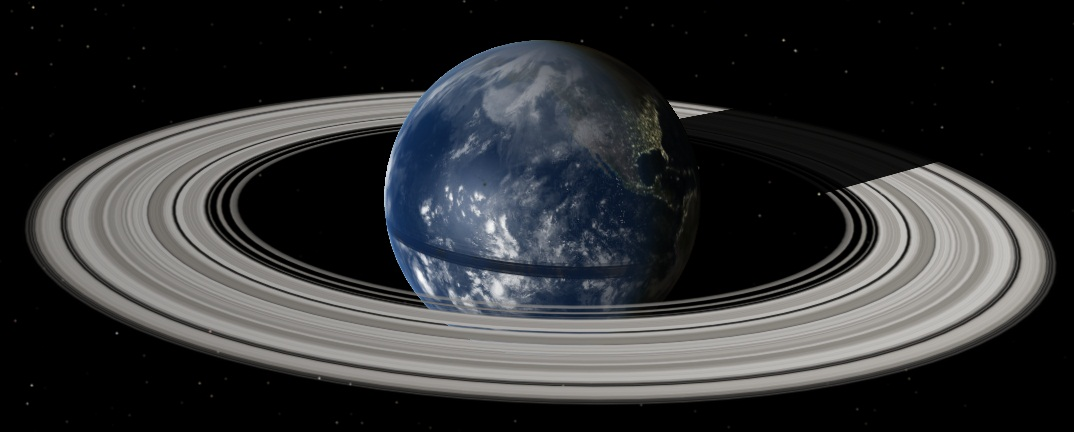
Кольца Земли

Много сюжетов НФ разворачивается на других планетах, в глубоком космосе, в параллельных мирах и т. д., однако немало авторов помещает место действия своих произведений по-прежнему на Землю. Это было предметом споров среди НФ-писателей, как пример можно привести эссе Джеймса Балларда 1962 года «Каков путь во внутреннее пространство?» Некоторые критики «космических приключений» указывали на важность «земных» концепций и образов, приближенных к повседневному опыту современных читателей. Хотя утверждалось, что Землю следует считать «слишком большой, а её продолжительность существования слишком долгой, чтобы её можно было с комфортом использовать в художественной литературе как самостоятельную тему», это не помешало некоторым НФ-писателям заниматься указанной темой. Например, «Люмен» (1887) Камиля Фламмариона, «Земля» (1990) Дэвида Брина, «Наука Плоского мира» (1999) Терри Пратчетта, Иэна Стюарта и Джека Коэна.
На некоторые НФ-работы, в которых основное внимание уделяется Земле как единому целому, оказали влияние целостные концепции «большой картины», такие как Гипотеза Геи, ноосфера и Точка Омега, а также популяризация фотографий Земли из космоса. В других работах рассматривалась концепция Земли как богини Геи (из древнегреческой мифологии; другой известной богиней Земли, чьё имя повлияло на НФ, была древнеримская Терра / Теллус). Объединяющие эти идеи и рассматривающие Землю как полубиологическое или даже разумное существо — классические произведения, такие как «Когда Земля вскрикнула» (1928) Артура Конан Дойля и «Рождённые Солнцем» (1934) Джека Уильямсона.

### Форма

Карта «Внутреннего мира» из «Богини Атватабара» Брэдшоу, Уильям Ричард (1892)

НФ-писатели нередко развивают темы формы Земли: у них она полая или плоская. Впрочем, «плоская Земля» редко встречается в современных НФ-работах, поскольку шарообразность нашей планеты была доказана более 2000 лет назад Архимедом и Эратосфеном. Исключением из этого правила является сатирическая серия книг Терри Пратчетта «Плоский мир», вдохновленная индуистской космологией; и намеренно провокационные произведения, такие как повесть Сидни Фаулера Райта «За гранью» (1932). Также существуют описания полой Земли, такие как повесть Эдгара Аллана По 1838 года «Повесть о приключениях Артура Гордона Пима», вдохновлённая моделью Джона Кливса Симмса-младшего: Земля с отверстиями на Северном и Южном полюсах, через которые можно попасть внутрь планеты. Несколько НФ-авторов обращались к другой старой маргинальной теории, теории о Противоземле — гипотетическом теле Солнечной системы, которое вращается по другую сторону Солнечной системы от Земли, например, Гор из серии книг «Хроники Гора» (1966—1988; 2001 — н. в.) Джона Нормана.

### Планетарная инженерия
Крупномасштабная планетарная инженерия включает в себя такие идеи, как регулировка наклона земной оси или смещение Земли с орбиты. Например: рассказ «Ведро воздуха» (1951) Фрица Лейбера, повесть «Проклятие волков» (1959) Фредерика Пола и Сирила Корнблата, повесть «Кольцо Харона» (1990) Роджера Макбрайда Аллена, новелла «Блуждающая Земля» (2000) Лю Цысиня. Некоторые НФ-работы посвящены геоинженерии — термину, обычно относящемуся к крупномасштабным проектам, пытающимся решить проблему изменения климата; тема, широко распространённая во многих произведениях «климатической фантастики». В некоторых произведениях описывается, что Земля может быть поглощена целиком, вся её масса может быть использована для строительства мегаструктур, таких как Сфера Дайсона.

### Конец Земли

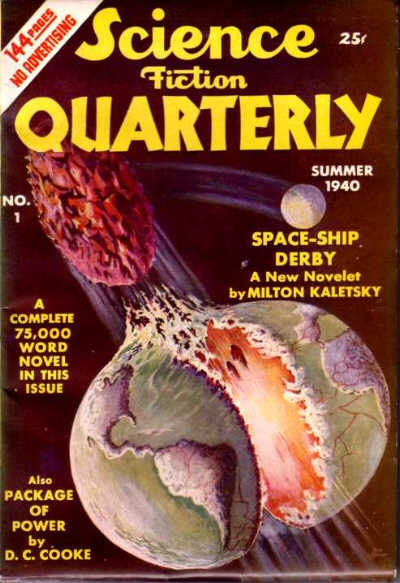
Обложка журнала Science Fiction Quarterly (1940)

Писатели-фантасты представили огромное множество версий будущего Земли. Некоторые НФ-работы посвящены концу нашей планеты; они были написаны в разных формах — некоторые были в стиле «показной траур», другие больше похожи на фарсовую комедию (например, роман «Ресторан в конце Вселенной» (1980) Дугласа Адамса), а другие использовали гибель Земли, чтобы исследовать серьёзные темы астрономии или социологии. Жанр «климатической фантастики» часто может смешивать темы последствий изменения климата в ближайшем и отдалённом будущем, будь то антропогенное или природное явление. В других НФ-произведениях, часто встречающихся в жанрах апокалиптической и постапокалиптической фантастики и «Умирающей Земли», наша планета была уничтожена или, по крайней мере, стала непригодной для жизни будущих поколений; действие многих подобных работ разворачивается на Земле, превратившейся в пустошь (например, в фильме 1995 года «Водный мир» показана Земля — водная пустошь). Некоторые произведения такого плана пересекаются с жанром «климатической фантастики», поскольку изменение климата и связанные с ним экологические катастрофы являются широко используемым сюжетным приёмом для событий, которые приводят к концу человеческой цивилизации. В то же время другие сюжеты «конца Земли» включают уничтожение нашей планеты в результате войн между людьми, вторжений инопланетян или в результате различного рода техногенных инцидентов (например, аниме-сериал 1998 года Cowboy Bebop) или природных катастроф.

### Одна планета из многих
Во многих НФ-произведениях, действие которых происходит в далёком будущем, Земля является лишь одной из многих обитаемых планет галактической империи, федерации или крупной цивилизации (особо используется в жанре «космическая опера»). В некоторых НФ-работах Земля — далеко не единственная планета с разумной жизнью, но всё ещё является «центром Вселенной» или, по крайней мере, значительным игроком на галактической сцене, например, во франшизе «Звёздный путь». В других произведениях показана обратная ситуация: Земля стала настолько малозначимой, что превратилась в забытый отсталый мир (например, серия романов «Легенда галактических героев» (1984—1989) Ёсики Танаки). Например, в рассказе «Мир-кладбище» (1973) Клиффорда Саймака Земля — это кладбище размером с планету, а в новелетте «Зовите его лордом» (1966) Гордона Диксона — музей. В некоторых произведениях ситуация доведена до крайности: знания о Земле были полностью утрачены, что сделало её мифологическим местом, существование которого ставится под сомнение даже теми немногими, кто хорошо знаком с легендами о ней (например, серия романов «Основание» (1942—1993) Айзека Азимова). В некоторых из этих произведений основная сюжетная линия связана с бесстрашными исследователями, ищущими «потерянную колыбель», то есть Землю. Это, например, серия повестей «Дюмарест с Терры» (1967—2008) Эдвина Табба, манга-серия «Достичь Терры» (1977—1980), франшиза «Звёздный крейсер „Галактика“». Есть некоторые истории, рассказанные с точки зрения инопланетян, которые открыли Землю — это, к примеру, повесть «Ледяной ад» (1953) Хола Клемента, сборник рассказов «Последнее слово техники» (1989) Иэна Бэнкса.

### Альтернативная история
Некоторые НФ-работы обращены назад — или, возможно, «вбок», не к будущему Земли, а к её прошлому; здесь они могут жанрово пересекаться как с «исторической фантастикой», так и с «доисторической». В этих случаях авторы используют поджанры «альтернативная история» (например, серия романов «Бесконечная Земля» (2012—2016) Терри Пратчетта и Стивена Бакстера) и «путешествие во времени».